# Paradise Guide House
La Paradise Guide House est un bâtiment américain à Paradise, dans le comté de Pierce, dans l'État de Washington. Protégée au sein du parc national du mont Rainier, elle a été construite vers 1920 pour servir de lieu de vie et de dortoir aux guides de montagne officiant dans la région. Depuis reconverti en un office de tourisme opéré par le National Park Service, il demeure associé à l'histoire de l'escalade au mont Rainier.
L'édifice est une propriété contributrice au district historique de Paradise depuis la création de ce district historique le 13 mars 1991. Il contribue par ailleurs au Mount Rainier National Historic Landmark District établi le 18 février 1997.